# Ядув (гмина)
Ядув (пол. Jadów) — сельская гмина (волость) в Польше, входит как административная единица в Воломинский повет, Мазовецкое воеводство. Население — 7776 человек (на 2004 год).

## Демография
| Перепись                       | Всего   | Всего | Женщины | Женщины | Мужчины | Мужчины |
| ------------------------------ | ------- | ----- | ------- | ------- | ------- | ------- |
| Единицы                        | человек | %     | человек | %       | человек | %       |
| Население                      | 7776    | 100   | 3907    | 50,2    | 3869    | 49,8    |
| Плотность населения (чел./км²) | 66,5    | 66,5  | 33,4    | 33,4    | 33,1    | 33,1    |

## Соседние гмины
1. Гмина Корытница
2. Гмина Лохув
3. Гмина Страхувка
4. Гмина Тлущ
5. Гмина Вышкув
6. Гмина Забродзе